# François Faroud
François Faroud, né le 29 juillet 1885 à Curtin et mort le 5 septembre 1963 à Sainte-Foy-lès-Lyon, est un prélat français de l'Église catholique romaine, préfet apostolique de Niamey et de Parakou.

## Biographie

### Origines et études
François Faroud naît le 29 juillet 1885 à Curtin, dans le diocèse de Grenoble. Il fait des études philosophiques et théologiques au séminaire diocésain. Il fait alors son noviciat à Chanly puis suit la théologie à Lyon.

### Ordination et nomination
Admis au serment le 11 novembre 1910, François Faroud est ordonné prêtre le 13 novembre 1910. Peu de temps après, il s'embarque pour le Dahomey où il commence son ministère comme professeur à Ouidah puis à Cotonou. Il prend la tête de la procure du Vicariat en 1913 auprès de François Steinmetz avec qui il entreprend un long périple dans le pays. Ils s'en vont en effet à Ouidah, Bohicon, Abomey et également à Zagnanado,.
Mobilisé pour la guerre de 1914-1918, il rejoint Dakar comme caporal infirmier en 1916. Démobilisé en 1918, il rentre au Dahomey où il crée une première école de catéchistes et de maîtres d’école à la ferme Sainte-Jeanne d’Arc de Ouidah. Muté en Égypte en 1925, il demande à revenir au Dahomey peu de temps après. De retour à Cotonou en 1926, il est chargé de la paroisse de Dassa-Zoumé, où il entreprend la construction de l’église en granit.
Inquiet de l’avancée de l’islam qui gagne le Niger, François Steinmetz l'emmène avec lui à Niamey et lui confie la fondation d’une station,. En 1932, il construit la première église catholique de Niamey.
En 1946, Rome lui confie la première préfecture de Parakou et le nomme Monseigneur. Décoré de la légion d'honneur en 1945, il donne sa démission de son poste de préfet de la cité des Kobourou en 1955 car affaibli considérablement après 43 ans de mission,.